# バス弁
バス弁（ばすべん）とは、高速バスのターミナルやバス車内で販売される、移動中に食べることを想定した弁当です。2004年に登場した西鉄天神バスセンターの「バス弁」が最初の例とされています。最近では、会津乗合自動車と割烹「田季野」が共同で作った「割烹田季野バス弁当」など、地域の特産を活かしたバス弁が販売されています。バス弁は、駅弁と同様にご当地の味を楽しむことができる一方で、定着には課題もあるようです。 

## 販売形態
高速バスターミナルの運営会社、乗り入れるバス会社、または関連会社が販売する形をとっていることが多い。

## 販売箇所
- 会津乗合自動車　
  - 会津若松駅バスターミナル
- しずてつジャストライン　
  - 駿府ライナー
  - 静岡横浜線
  - しみずライナー
  - 静岡甲府線
- 濃飛バス　
  - 平湯温泉バスターミナル
  - 高山濃飛バスセンター